# مارشال ستريكلاند
مارشال ستريكلاند (بالإنجليزية: Marshall Strickland)‏ مواليد 1 مارس 1983 في كينغستون، هو لاعب كرة سلة أمريكي سابق. بدأ مسيرته الاحترافية في سنة 2006. يبلغ طوله 6 قدم 2 بوصة (1.9 م). اعتزل اللعب في 2011.

## المسيرة الاحترافية
لعب مع غلطة سراي لكرة السلة في الدوري التركي في سنة 2008، ثم لعب مع أورورا باسكت ييزي في موسم 2009–2010، ثم لعب مع نادي كشالين لكرة السلة في سنة 2011.

## روابط خارجية
- مارشال ستريكلاند على موقع كرة السلة الأوروبية.كوم (الإنجليزية)
- مارشال ستريكلاند على موقع كلية كرة السلة في سبورتس رفرنس.كوم (الإنجليزية)
- مارشال ستريكلاند على موقع ريلجم (الإنجليزية)
- مارشال ستريكلاند على موقع بروبوليرز (الإنجليزية)